# ケイレブ・ダービン
ケイレブ・ダービン（Caleb Durbin, 2000年2月22日 - ）は、アメリカ合衆国イリノイ州レイクフォレスト出身のプロ野球選手（内野手）。右投右打。MLBのミルウォーキー・ブルワーズ所属。

## 経歴

### プロ入りとブレーブス傘下時代
2021年の14巡目（全体427位）でアトランタ・ブレーブスから指名されプロ入り。傘下のルーキー級フロリダ・コンプレックスリーグ・ブレーブスでプロデビューした。
2022年はA級オーガスタ・グリーンジャケッツ、A＋級ローム・ブレーブスの2チームでプレーした。

### ヤンキース傘下時代
2022年12月28日にルーカス・リットキーとのトレードで、インディゴ・ディアスと共にニューヨーク・ヤンキースへ移籍した。
2023年は傘下のA＋級ハドソンバレー・レネゲーズ、AA級サマセット・ペイトリオッツの2チームでプレーした。
2024年はA級タンパ・ターポンズ、AA級サマセット、AAA級スクラントン・ウィルクスバリ・レイルライダースの3チームでプレー。スクラントンでは82試合に出場して打率.287、10本塁打、60打点、29盗塁を記録した。オフにルール・ファイブ・ドラフトでの流出を防ぐために40人枠に登録された。

### ブルワーズ時代
2024年12月13日にデビン・ウィリアムズとのトレードで、ネスター・コーテズと共にミルウォーキー・ブルワーズへ移籍した。
2025年は傘下のAAA級ナッシュビル・サウンズで開幕を迎えた。4月16日に初めてメジャーへ昇格し、18日にメジャーデビューした。21日のサンフランシスコ・ジャイアンツ戦でロビー・レイからメジャー初本塁打を記録した。

## 詳細情報

### 背番号
- 21（2025年 - ）